# خرگوش تپه جنوبی
خرگوش تپه جنوبی مربوط به دوران‌های تاریخی پس از اسلام است و در شهرستان گرگان، بخش بهاران، شمال جاده گاز واقع شده و این اثر در تاریخ ۱۰ بهمن ۱۳۸۳ با شمارهٔ ثبت ۱۱۲۸۶ به‌عنوان یکی از آثار ملی ایران به ثبت رسیده است.